# 克劳斯·克斯特

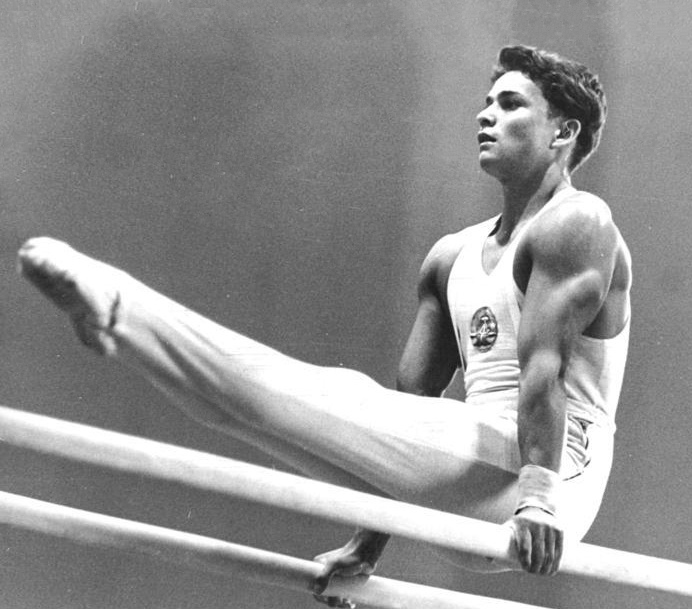
克劳斯·克斯特 (1963年)

克劳斯·克斯特（德語：Klaus Köste，1943年2月27日—2012年12月14日），德国男子体操运动员。他曾获得1972年夏季奥运会体操比赛男子跳马金牌和1964年、1968年、1972年男子团体全能铜牌。